# 艾可魔法少女
艾可魔法少女，是艾米動漫與央視動畫制作的魔法少女类型动画，共52集。

## 人物介紹
- 樂英（配音：劉海霞）
- 寧仙兒（配音：賈麗娜）
- 魚小玲

## 抄袭争议
2015年6月，有网友发现艾可魔法少女的部分动作设计和分镜和与LoveLive一致。